# Тед Хаггард
Тед Артур Хаггард (англ. Ted Arthur Haggard; нар. 27 червня 1956, Йорктаун, Індіана, США) — американський проповідник, євангеліст. Був одним з найпопулярніших проповідників, мав багатомільйонну аудиторію віруючих у США. У 2006 році опинився в центрі скандалу пов'язаного з гомосексуальними зв'язками Хаггарда та вживанням наркотиків. У 2010 році заявив про «видужання» від гомосексуальності і повернення до активного церковного життя.

## Біографія
Почав пасторську діяльність майже після закінчення школи. З часом зажив надзвичайної популярності як проповідник та євангеліст. Був засновником і колишнім пастором церкви «Нове Життя» (англ. New Life Church) у м. Колорадо-Спрінгс, «Асоціації животворчих церков» (англ. Association of Life-Giving Churches), а також був головою Національної асоціації євангелістів США від 2003 по листопад 2006 року. У численних інтерв'ю наголошував на тісних, дружніх зв'язках між ним і колишнім президентом Джорджем Бушем. За його словами, спілкувався з президентом щотижня і давав поради з різних питань духовного життя і політики. У своїх проповідях часто наголошував на важливості сім'ї та біблійних моральних цінностей, засуджував гомосексуальність.
У 2006 році опинився у центрі гучного скандалу пов'язаного з вживанням Хаггардом наркотиків та гомосексуальних зв'язках з чоловіком-повією. Хоча спочатку заперечував ці звинувачення, пізніше визнав свої помилки і пішов у відставку з усіх керівних церковних посад. Нові звинувачення у гомосексуальних домаганнях також пред'явив інший працівник його церкви. Після скандалу Хаггард працював агентом страхової компанії, зняв документальний фільм про своє гріховне життя і почав відвідувати інших проповідників з ціллю вилікуватися від гомосексуальності. У 2009 році заявив, що вже майже вилікувався і у 2010 році збирався знову повернутися до пасторської діяльності та започаткувати нову церкву у Колорадо-Спрінгс.